# Internationaler Jaime-Brunet-Preis für Menschenrechte
Der Internationale Jaime-Brunet-Preis für Menschenrechte (spanisch Premio Internacional Jaime Brunet a la promoción de los Derechos Humanas) ist eine Auszeichnung, die von der Brunet-Stiftung der Universität Navarra für Personen und Organisationen vergeben wird, die sich für die Verteidigung von Menschenrechte engagiert haben.
Der Preis wird seit 1998 vergeben und ist mit einem Preisgeld von 36.000 Euro dotiert.

## Preisträger
- 2015: Thelma Aldana[1]
- 2014: Gervasio Sánchez[2]
- 2013: Internationales Komitee vom Roten Kreuz[3]
- 2012: Natty Petrosino[4]
- 2011: Internationale Friedensbrigaden[5][6]
- 2010: Yoani María Sánchez.[7]
- 2008: Jürgen Habermas[8][9]
- 2007: Jon Cortina Garaigorta
- 2006: José María Caballero und die Stiftung für Verständigung[10]
- 2005: Mercedes Navarro
- 2004: Manos Unidas
- 2003: Tim Modise
- 2002: Cecilio de Lora und Carolina Agudelo
- 2001: Dalai Lama
- 2000: Cristina Cuesta Gorostidi
- 1999: Akin Birdal
- 1998: Amnesty International